# ISO 3166-2:GB
Die Liste der ISO-3166-2-Codes für den Staat Vereinigtes Königreich enthält die Codes für die Verwaltungsbezirke des Vereinigten Königreichs Großbritannien und Nordirland.

Die Codes bestehen aus zwei Teilen, die durch einen Bindestrich voneinander getrennt sind. Der erste Teil gibt den Landescode gemäß ISO 3166-1 (für den Staat Vereinigtes Königreich GB), der zweite den Code für die Verwaltungsbezirke wieder.
Die aktuellen Codes stehen auf der Seite der ISO unter #iso:code:3166:GB zur Verfügung.

Geografisch/politisch gruppiert sind dies:
GB
- GB-UKM Vereinigtes Königreich (Großbritannien und Nordirland, nicht Teil der eigentlichen Liste, nur in Anmerkung 2 „der Vollständigkeit halber“ genannt)
  - GB-GBN Großbritannien (nicht Teil der eigentlichen Liste, nur in Anmerkung 2 „der Vollständigkeit halber“ genannt)
    - GB-EAW England und Wales (nicht Teil der eigentlichen Liste, nur in Anmerkung 2 „der Vollständigkeit halber“ genannt)
      - GB-ENG England
        - 21 Countys
        - 32 London Boroughs
        - 36 Metropolitan Boroughs
        - 63 Unitary Authorities inklusive Isle of Wight und Scilly-Inseln
        - 01 City Corporation

      - GB-WLS Wales
        - 22 Unitary Authorities

    - GB-SCT Schottland
      - 32 Council Areas

  - GB-NIR Nordirland
    - 11 Districts

Die erste Hälfte des Codes ist nach ISO 3166-1 der Code für das Vereinigte Königreich. Der zweite Teil ist ein Drei-Zeichen-Code wie er auch in der Britischen Norm BS 6879 festgelegt ist.
Die Kanalinseln und die Isle of Man sind nicht Teil des Vereinigten Königreichs, ISO ordnete diesen jedoch zu Beginn ebenfalls einen Code unter GB-" zu. Mit einer Änderung im achten Newsletter (ISO 3166-2:2003-09-05 (Memento vom 6. Juni 2011 im Internet Archive)) wurden ihnen eigene ISO 3166-2 Codes zugeordnet (ISO 3166-2:GG (Guernsey), ISO 3166-2:IM (Isle of Man) und ISO 3166-2:JE (Jersey)).

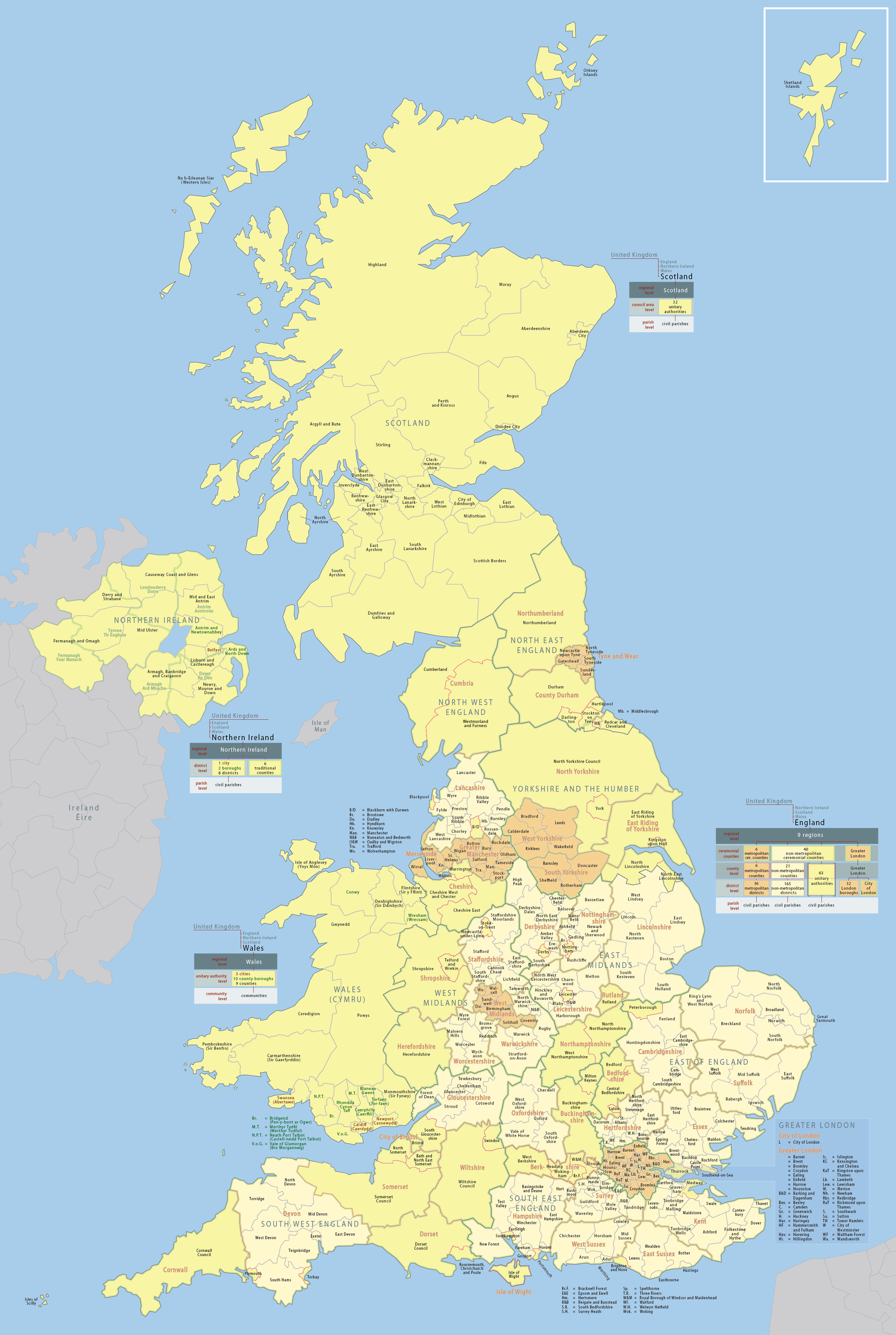
Verwaltungsgliederung

## England

### Countys
| County          | Code   |
| --------------- | ------ |
| Cambridgeshire  | GB-CAM |
| Cumbria         | GB-CMA |
| Derbyshire      | GB-DBY |
| Devon           | GB-DEV |
| East Sussex     | GB-ESX |
| Essex           | GB-ESS |
| Gloucestershire | GB-GLS |
| Hampshire       | GB-HAM |
| Hertfordshire   | GB-HRT |
| Kent            | GB-KEN |
| Lancashire      | GB-LAN |
| Leicestershire  | GB-LEC |
| Lincolnshire    | GB-LIN |
| Norfolk         | GB-NFK |
| North Yorkshire | GB-NYK |
| Nottinghamshire | GB-NTT |
| Oxfordshire     | GB-OXF |
| Somerset        | GB-SOM |
| Staffordshire   | GB-STS |
| Suffolk         | GB-SFK |
| Surrey          | GB-SRY |
| Warwickshire    | GB-WAR |
| West Sussex     | GB-WSX |
| Worcestershire  | GB-WOR |

| Borough                | Code   |
| ---------------------- | ------ |
| Barking and Dagenham   | GB-BDG |
| Barnet                 | GB-BNE |
| Bexley                 | GB-BEX |
| Brent                  | GB-BEN |
| Bromley                | GB-BRY |
| Camden                 | GB-CMD |
| Croydon                | GB-CRY |
| Ealing                 | GB-EAL |
| Enfield                | GB-ENF |
| Greenwich              | GB-GRE |
| Hackney                | GB-HCK |
| Hammersmith and Fulham | GB-HMF |
| Haringey               | GB-HRY |
| Harrow                 | GB-HRW |
| Havering               | GB-HAV |
| Hillingdon             | GB-HIL |
| Hounslow               | GB-HNS |
| Islington              | GB-ISL |
| Kensington and Chelsea | GB-KEC |
| Kingston upon Thames   | GB-KTT |
| Lambeth                | GB-LBH |
| Lewisham               | GB-LEW |
| Merton                 | GB-MRT |
| Newham                 | GB-NWM |
| Redbridge              | GB-RDB |
| Richmond upon Thames   | GB-RIC |
| Southwark              | GB-SWK |
| Sutton                 | GB-STN |
| Tower Hamlets          | GB-TWH |
| Waltham Forest         | GB-WFT |
| Wandsworth             | GB-WND |
| Westminster            | GB-WSM |

| Corporation     | Code   |
| --------------- | ------ |
| London, City of | GB-LND |

| District                          | Code   |
| --------------------------------- | ------ |
| Barnsley (South Yorkshire)        | GB-BNS |
| Birmingham (West Midlands)        | GB-BIR |
| Bolton (Greater Manchester)       | GB-BOL |
| Bradford (West Yorkshire)         | GB-BRD |
| Bury (Greater Manchester)         | GB-BUR |
| Calderdale (West Yorkshire)       | GB-CLD |
| Coventry (West Midlands)          | GB-COV |
| Doncaster (South Yorkshire)       | GB-DNC |
| Dudley (West Midlands)            | GB-DUD |
| Gateshead (Tyne & Wear)           | GB-GAT |
| Kirklees (West Yorkshire)         | GB-KIR |
| Knowsley (Merseyside)             | GB-KWL |
| Leeds (West Yorkshire)            | GB-LDS |
| Liverpool (Merseyside)            | GB-LIV |
| Manchester (Greater Manchester)   | GB-MAN |
| Newcastle upon Tyne (Tyne & Wear) | GB-NET |
| North Tyneside (Tyne & Wear)      | GB-NTY |
| Oldham (Greater Manchester)       | GB-OLD |
| Rochdale (Greater Manchester)     | GB-RCH |
| Rotherham (South Yorkshire)       | GB-ROT |
| St Helens (Merseyside)            | GB-SHN |
| Salford (Greater Manchester)      | GB-SLF |
| Sandwell (West Midlands)          | GB-SAW |
| Sefton (Merseyside)               | GB-SFT |
| Sheffield (South Yorkshire)       | GB-SHF |
| Solihull (West Midlands)          | GB-SOL |
| South Tyneside (Tyne & Wear)      | GB-STY |
| Stockport (Greater Manchester)    | GB-SKP |
| Sunderland (Tyne & Wear)          | GB-SND |
| Tameside (Greater Manchester)     | GB-TAM |
| Trafford (Greater Manchester)     | GB-TRF |
| Wakefield (West Yorkshire)        | GB-WKF |
| Walsall (West Midlands)           | GB-WLL |
| Wigan (Greater Manchester)        | GB-WGN |
| Wirral (Merseyside)               | GB-WRL |
| Wolverhampton (West Midlands)     | GB-WLV |

| Unitary Authority                   | Code   |
| ----------------------------------- | ------ |
| Bath and North East Somerset        | GB-BAS |
| Blackburn with Darwen               | GB-BBD |
| Bedford                             | GB-BDF |
| Blackpool                           | GB-BPL |
| Bournemouth, Christchurch and Poole | GB-BCP |
| Bracknell Forest                    | GB-BRC |
| Brighton and Hove                   | GB-BNH |
| Bristol, City of                    | GB-BST |
| Buckinghamshire                     | GB-BKM |
| Central Bedfordshire                | GB-CBF |
| Cheshire East                       | GB-CHE |
| Cheshire West and Chester           | GB-CHW |
| Cornwall                            | GB-CON |
| Cumberland                          | –      |
| Darlington                          | GB-DAL |
| Derby                               | GB-DER |
| Dorset                              | GB-DOR |
| Durham                              | GB-DUR |
| East Riding of Yorkshire            | GB-ERY |
| Halton                              | GB-HAL |
| Hartlepool                          | GB-HPL |
| Herefordshire, County of            | GB-HEF |
| Isle of Wight                       | GB-IOW |
| Isles of Scilly                     | GB-IOS |
| Kingston upon Hull, City of         | GB-KHL |
| Leicester                           | GB-LCE |
| Luton                               | GB-LUT |
| Medway                              | GB-MDW |
| Middlesbrough                       | GB-MDB |
| Milton Keynes                       | GB-MIK |
| North East Lincolnshire             | GB-NEL |
| North Lincolnshire                  | GB-NLN |
| North Northamptonshire              | GB-NNH |
| North Yorkshire                     | –      |
| North Somerset                      | GB-NSM |
| Northumberland                      | GB-NBL |
| Nottingham                          | GB-NGM |
| Peterborough                        | GB-PTE |
| Plymouth                            | GB-PLY |
| Portsmouth                          | GB-POR |
| Reading                             | GB-RDG |
| Redcar and Cleveland                | GB-RCC |
| Rutland                             | GB-RUT |
| Shropshire                          | GB-SHR |
| Slough                              | GB-SLG |
| Somerset                            | –      |
| South Gloucestershire               | GB-SGC |
| Southampton                         | GB-STH |
| Southend-on-Sea                     | GB-SOS |
| Stockton-on-Tees                    | GB-STT |
| Stoke-on-Trent                      | GB-STE |
| Swindon                             | GB-SWD |
| Telford and Wrekin                  | GB-TFW |
| Thurrock                            | GB-THR |
| Torbay                              | GB-TOB |
| Warrington                          | GB-WRT |
| West Berkshire                      | GB-WBK |
| West Northamptonshire               | GB-WNH |
| Westmorland and Furness             | –      |
| Wiltshire                           | GB-WIL |
| Windsor and Maidenhead              | GB-WNM |
| Wokingham                           | GB-WOK |
| York                                | GB-YOR |

| District                             | Code   |
| ------------------------------------ | ------ |
| Antrim and Newtownabbey              | GB-ANN |
| Ards and North Down                  | GB-AND |
| Armagh City, Banbridge and Craigavon | GB-ABC |
| Belfast                              | GB-BFS |
| Causeway Coast and Glens             | GB-CCG |
| Derry City and Strabane              | GB-DRS |
| Fermanagh and Omagh                  | GB-FMO |
| Lisburn and Castlereagh              | GB-LBC |
| Mid and East Antrim                  | GB-MEA |
| Mid Ulster                           | GB-MUL |
| Newry, Mourne and Down               | GB-NMD |

| Verwaltungsbezirk             | Code   |
| ----------------------------- | ------ |
| Aberdeen                      | GB-ABE |
| Aberdeenshire                 | GB-ABD |
| Angus                         | GB-ANS |
| Argyll and Bute               | GB-AGB |
| Clackmannanshire              | GB-CLK |
| Dumfries and Galloway         | GB-DGY |
| Dundee                        | GB-DND |
| East Ayrshire                 | GB-EAY |
| East Dunbartonshire           | GB-EDU |
| East Lothian                  | GB-ELN |
| East Renfrewshire             | GB-ERW |
| Edinburgh                     | GB-EDH |
| Eilean Siar (Äußere Hebriden) | GB-ELS |
| Falkirk                       | GB-FAL |
| Fife                          | GB-FIF |
| Glasgow                       | GB-GLG |
| Highland                      | GB-HLD |
| Inverclyde                    | GB-IVC |
| Midlothian                    | GB-MLN |
| Moray                         | GB-MRY |
| North Ayrshire                | GB-NAY |
| North Lanarkshire             | GB-NLK |
| Orkney Islands                | GB-ORK |
| Perth and Kinross             | GB-PKN |
| Renfrewshire                  | GB-RFW |
| Scottish Borders, The         | GB-SCB |
| Shetland Islands              | GB-ZET |
| South Ayrshire                | GB-SAY |
| South Lanarkshire             | GB-SLK |
| Stirling                      | GB-STG |
| West Dunbartonshire           | GB-WDU |
| West Lothian                  | GB-WLN |

| Verwaltungsbezirk                | Code   |
| -------------------------------- | ------ |
| Blaenau Gwent County Borough     | GB-BGW |
| Bridgend County Borough          | GB-BGE |
| Caerphilly County Borough        | GB-CAY |
| City and County of Cardiff       | GB-CRF |
| Carmarthenshire                  | GB-CMN |
| Ceredigion                       | GB-CGN |
| Conwy County Borough             | GB-CWY |
| Denbighshire                     | GB-DEN |
| Flintshire                       | GB-FLN |
| Gwynedd                          | GB-GWN |
| Isle of Anglesey                 | GB-AGY |
| Merthyr Tydfil County Borough    | GB-MTY |
| Monmouthshire                    | GB-MON |
| Neath Port Talbot County Borough | GB-NTL |
| City of Newport                  | GB-NWP |
| Pembrokeshire                    | GB-PEM |
| Powys                            | GB-POW |
| Rhondda Cynon Taf                | GB-RCT |
| City and County of Swansea       | GB-SWA |
| Torfaen                          | GB-TOF |
| Vale of Glamorgan                | GB-VGL |
| Wrexham County Borough           | GB-WRX |